# Littorophiloscia richardsonae
Littorophiloscia richardsonae là một loài chân đều trong họ Philosciidae. Loài này được Holmes & Gay miêu tả khoa học năm 1909.